# Senecio rudbeckiaefolius
Senecio rudbeckiaefolius là một loài thực vật có hoa trong họ Cúc. Loài này được Meyen & Walp. miêu tả khoa học đầu tiên năm 1843.